# Arthur Rindell

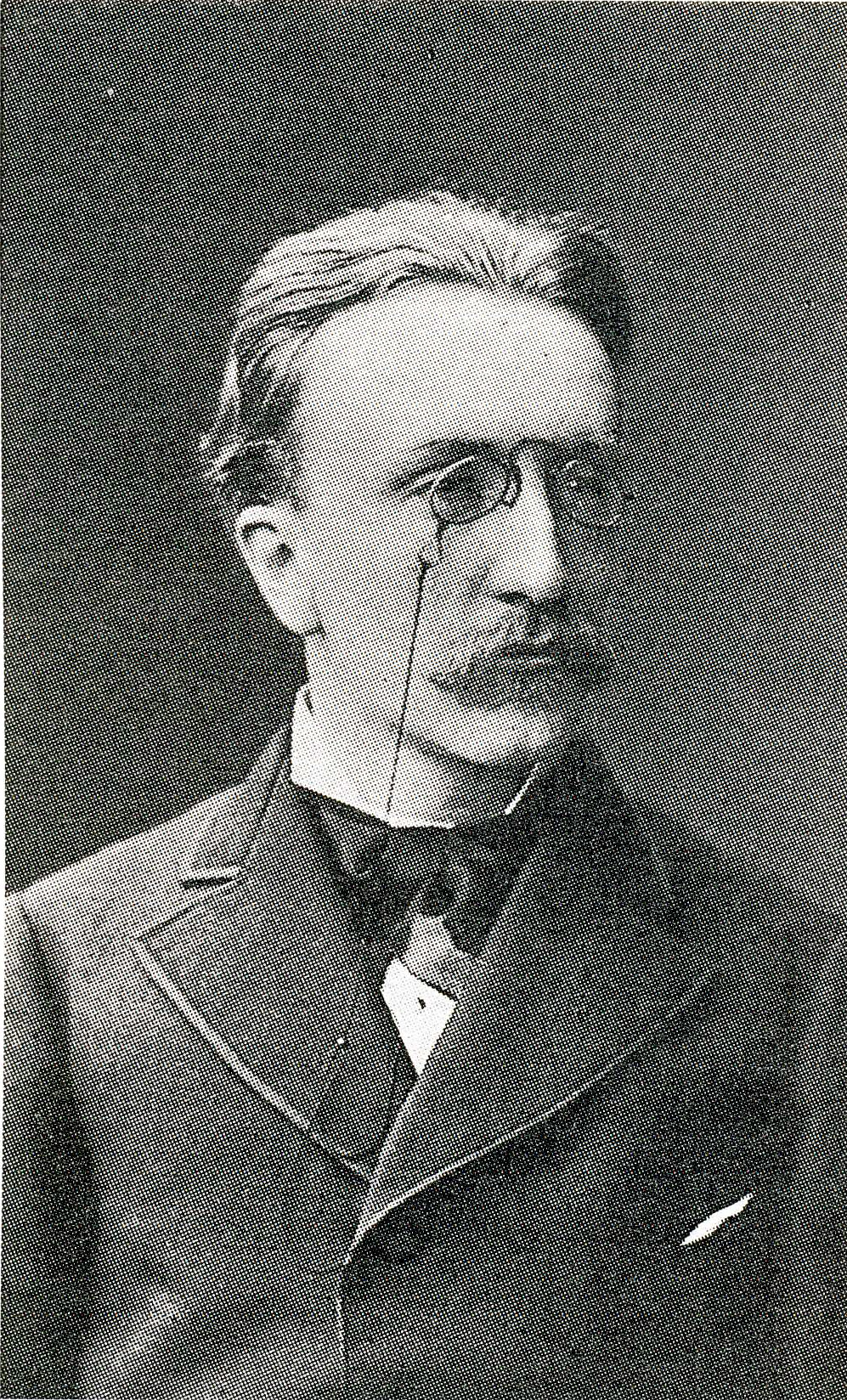
Arthur Rindell.

Arthur Rindell, född 1 oktober 1852 i Åbo, död där 21 januari 1936, var en finländsk lantbrukskemist.
Rindell blev student 1869 och filosofie kandidat 1874, från vilket år han förestod laboratorstjänsten vid universitetets kemiska laboratorium. År 1878 utnämndes han till lektor i kemi vid Mustiala lantbruksinstitut. Efter studier i kemi och agrikulturkemi i Leipzig och Paris 1879-80 disputerade han med en avhandling Om utspädd saltsyras inverkan på mjölksocker och blev filosofie licentiat 1881. Då den högsta lantbruksundervisningen överflyttades till Helsingfors universitet, utnämndes han 1900 på grund av avhandlingen Untersuchungen über die Löslichkeit einiger Kalkphosphate till professor i agrikulturkemi och -fysik samt blev, sedan filosofiska fakultetens agrikultur-ekonomiska sektion 1902 upprättats, dess förste ordförande och efter sektionens slutliga organisation 1906 dess dekanus. Han tog mycket verksam del i organiserandet av Åbo Akademi, i vars provisoriska styrelse han var ordförande. Han var akademiens prokansler 1918-34. Han tog 1919 avsked från sin professur vid Helsingfors universitet.
I dessa befattningar nedlade Rindell ett omfattande arbete för den akademiska lantbruksundervisningens ordnande och utveckling. Han är en av de främste märkesmännen inom det finländska jordbruket. Genom otaliga föredrag, uppsatser och ströskrifter populariserade han resultaten av sin vetenskap; för den lägre lantbruksundervisningen utgav han en lärobok i Åkerbrukskemi, som användes i såväl Sverige som Finland. Vid Mustiala institut införde han agrikulturkemin som självständigt läroämne och tog initiativ till en särskild försöksanstalt. I tidskriften "Biet" samt i Lantbruksstyrelsens "Meddelanden" redogjorde han för arbetena på anstaltens kemiska avdelning. Därefter blev han ledare för den till universitetets lantbruksundervisning anslutna agrikultur-ekonomiska försöksanstaltens avdelningar för agrikulturkemi och mosskultur samt för agrikulturfysik och frostundersökningar. Åren 1902-18 var han försöksledare vid Finska mosskulturföreningen, vars två försöksstationer han organiserade och i vars styrelse han 1906 blev ordförande. I föreningens årsbok lämnade han meddelanden rörande fleråriga försöksserier vid dessa stationer. 
Rindells vetenskapliga verksamhet kännetecknas av strävandet att i agrikulturkemin införa den fysikaliska kemins åskådningssätt, främst med avseende på lösligheten som ett villkor för de växtnärande ämnenas assimilerbarhet. Förutom hans professorsavhandling kan bland hans publikationer på detta område nämnas Die Bodenanalyse als Löslichkeitsbestimmung (föredrag vid Internationella lantbrukskongressen i Wien 1907), Über das Verhalten schwerlöslicher Calciumsalze zu wässerigen Lösungen von Ammoniumsalzen (i "Zeitschrift für physikalische Chemie", LXX), Über die chemische Natur der Humus-Säuren (i "Internationale Mitteilungen für Bodenkunde", I), Über Löslichkeitsbestimmungen in der Agrikulturchemie (I-II, akademiskt installationsprogram). I "Finsk tidskrift" för 1912 ingår en sammanfattande, populärt hållen avhandling Den allmänna teorien för åkerjordens gödsling. 
Rindell var ledamot av Finska Vetenskaps-Societeten och av Lantbruksakademien i Stockholm från 1909 samt hedersledamot av flera sällskap för mosskulturens befrämjande. Han deltog i stiftandet av och var förste ordföranden i Lantbruksvetenskapliga samfundet i Finland, liksom han 1918 blev ordförande i Finska hushållningssällskapet. I ett antal regeringskommittéer för frågor rörande lantbrukets undervisnings- och försöksväsen var han dels ledamot, dels ordförande. Han deltog i flera internationella kongresser och kallades 1910 till Andra internationella agrogeologiska konferensen i Stockholm, i vars kommission för den kemiska jordanalysen han adjungerats.